# Universidade de Campala
A Universidade de Campala (KU) é uma universidade privada e multi-campi de Uganda.
Seu campus principal está localizado em Ggaba, a aproximadamente 10 quilômetros a sudeste do distrito comercial central da cidade de Campala, a capital do país. O segundo campus está localizado em outra vizinhança de Campala, em Mutundwe, no distrito de Lugaba. O terceiro campus está localizado na cidade de Masaka.
A Universidade de Campala foi fundada em 1999.  Em 2000, recebeu da Uganda National Council for Higher Educatio a licença para operar. Seu fundador foi Badru Kateregga que, juntamente com outros acadêmicos, conseguiram reunir os recursos necessários para a instalação da universidade.
Na cerimônia de graduação ocorrida em março de 2012, 2.048 alunos receberam diplomas e certificados em várias disciplinas. Destes, 57,9% eram homens, e 42,1% mulheres.
A Universidade de Campala é afiliada a The East African University (TEAU), em Kitengela, no Kenya.